# Josef Pánek (voják)
Josef Pánek (6. dubna 1861 Chýšť – 2. července 1942 Pardubice) byl československý legionář, důstojník a odbojář z období druhé světové války popravený nacisty.

## Život
Josef Pánek se narodil 6. dubna 1891 v Chýšti v tehdejším novobydžovském a v dnešním pardubickém okrese. Absolvoval reálnou školu a čtyři univerzitní semestry. Bojoval jako voják v rakousko-uherské armádě a jako příslušník 36. pěšího pluku v hodnosti kadeta padl 8. 2. 1915 u Lucku do zajetí. Přihlášku do Československých legií podal v únoru 1916 v Taškentu, přijat byl v červnu téhož roku. Absolvoval sibiřskou anabázi a do Československa se vrátil v červnu 1920 v hodnosti kapitána. Mezi světovými válkami sloužil v Československé armádě jako důstojník z povolání a dosáhl postu velitele pěšího pluku. Od roku 1939 žil v Chlumci nad Cidlinou. Po německé okupaci vstoupil do služeb Obrany národa a sokolského odboje. Za svou činnost byl popraven na pardubickém zámečku 2. července 1942. Jeho tělo bylo společně s ostatními toho dne popravenými spáleno v pardubickém krematoriu a popel vysypán do Labe. Josef Pánek byl in memoriam povýšen do hodnosti brigádního generála.

## Rodina
Bratr Josefa Pánka ing. Václav Pánek byl údajně za nepřátelské výroky proti nacistickému Německu zatčen gestapem a uvězněn v koncentračním táboře Mauthausen, kde 9. prosince 1943 zahynul.